# El paseo 2
El paseo 2 is een Colombiaanse komische film geregisseerd door Harold Trompetero onder productie van Dago García. De film ging op 25 december 2012 in première. De hoofdrollen worden vertolkt door John Leguizamo, Karen Martínez, Kristina Lilley, Martín Karpan en Sebastián Súarez met gastrollen van Carlos El "Pibe" Valderrama en María Gabriela de Faría. De film is het vervolg op El paseo, de tot op heden meest bekeken Colombiaanse film. El paseo 2 is geheel opgenomen op het Caraïbische eiland Múcura.

## Acteurs
- John Leguizamo
- Karen Martínez
- Kristina Lilley
- Martín Karpan
- Sebastián Súarez
- Julio César Herrera
- Renata González
- Marcela Carvajal
- Álvaro Rodríguez
- Bijrollen:
  - María Gabriela de Faría
  - Carlos Valderrama

## Kritiek
De film werd zeer slecht ontvangen en gewaardeerd, met een 2,3 op IMDB is het een van de slechtste Colombiaanse films aller tijden.